# Willungacetus
Willungacetus es un género extinto de cetáceo misticeto perteneciente a la familia Aetiocetidae que vivió durante el Oligoceno. Sus fósiles se hallaron en Australia. El género fue descrito por Pledge en 2005, a pesar de haber sido descubierto en Port Willunga desde 2001. La única especie descrita es W. aldingensis. Es el único aetiocétido hallado en Australia y la ballena más antigua que se conoce en este continente.